# Rolls-Royce Conway
Il Rolls-Royce Conway era una serie di motori aeronautici turboventola sviluppati dalla compagnia inglese Rolls-Royce a partire dalla fine degli anni quaranta ma prodotti a cavallo degli anni cinquanta e sessanta. Fu il primo turbofan al mondo ad entrare in servizio.
Il nome Conway è la denominazione in Antico inglese del fiume "Conwy" (
che bagna l'omonima cittadina), continuando la tradizione della Rolls Royce di battezzare i suoi motori con nomi di fiumi.

## Storia
L'idea alla base di un motore a getto con flussi separati, in cui una parte dell'aria in ingresso al motore viene interessata dal passaggio attraverso tutti i componenti del motore (compressore, camera di combustione, turbina e ugello di scarico) e la restante parte viene trattata da uno (fan) o più stadi del compressore senza interessare camera di combustione e turbina, è stata sempre esplorata a partire dai primi progetti di motore a reazione. Alan Arnold Griffith propose diverse soluzioni per motori in cui una parte dell'aria trattata dal compressore "bypassava" la camera di combustione e la turbina già nei primi anni quaranta, mentre lui e Haine Constant stavano studiando il loro motore a getto con flusso assiale al Royal Aircraft Establishment. Anche Frank Whittle studiò diverse configurazioni, brevettando nel 1936 uno schema di motore con una parte di flusso di bypass. Nonostante ciò, la necessità di avere un motore a getto funzionante durante il periodo bellico fece convergere tutti gli sforzi verso una configurazione che fosse la più semplice e rapida da sviluppare. Con la fine del conflitto le priorità cambiarono e, nel 1946, la Rolls-Royce ritenne che i motori turbogetto quali il Rolls-Royce Avon erano ormai già abbastanza avanzati da iniziare a lavorare sui progetti che introducevano flussi separati.

### Sviluppo
Griffith suggerì di costruire un prototipo utilizzando parti dell'Avon e di un altro motore sperimentale, il Tweed. Nell'aprile del 1947 fu inizialmente proposto un progetto per un motore da 22 kN di spinta, ma la necessità di un nuovo motore per la versione Mk.2 del bombardiere Vickers Valiant alzò le specifiche del programma a 41,10 kN. In ottobre venne dato il via libera al programma sotto la sigla RB.80.
Durante lo sviluppo si ritenne di adottare una configurazione con due alberi, concentrici, in modo da ottimizzare le velocità di compressore e turbina negli stadi di bassa ed alta pressione. Questa nuova versione, chiamata RCo.2, soppiantò il prototipo iniziale Valiant Pathfinder destinato a rimanere l'unico con configurazione a singolo albero. Nel luglio 1952 erogò 44 kN.
Il lavoro sull'RCo.2 fu subito messo a frutto. Nell'ottobre del 1952 la Royal Air Force finanziò lo sviluppo del Vickers V-1000, un aereo da trasporto strategico di grandi dimensioni ma simile nell'aspetto ad un de Havilland DH.106 Comet, con i motori inglobati nelle ali e che richiedeva una spinta elevata, dato il suo peso al decollo di 100 000 kg. Per venire incontro a queste esigenze, la Rolls-Royce sviluppò la versione maggiorata RCo.5.
Il nuovo motore era simile all'RCo.2, da cui differiva per alcuni dettagli. Il compressore di bassa pressione aveva ora 6 stadi e quello di alta nove, rispettivamente mossi da uno e due stadi di turbina. Il primo RCo.5 fu provato la prima volta al banco nel luglio del 1953 e ottenne la certificazione nell'agosto 1955 con una spinta di 58 kN. Il progetto del V-1000, però, rimase indietro e, nell'estate del 1955, venne cancellato.

### Versioni di produzione
Il Conway venne salvato una seconda volta quando fu scelto per motorizzare la versione B.2 dell'Handley Page Victor, rimpiazzando l'Armstrong Siddeley Sapphire installato sui primi modelli. Per questo impiego la Rolls-Royce sviluppò la versione potenziata RCo.8 da 64 kN, che fu provata al banco la prima volta nel gennaio 1956. Questa versione, però, venne scartata dopo aver ricevuto la richiesta dalla Trans-Canada Airlines (TCA) di studiare una possibile motorizzazione Conway per i suoi Boeing 707 e Douglas DC-8. La Rolls Royce propose quindi il nuovo RCo.10 da 73 kN e una corrispettiva versione militare (RCo.11) per il Victor. I nuovi motori differivano dal precedente per un nuovo stadio di compressore posto di fronte agli altri che incrementava ancora la quantità di aria del flusso freddo trattato. Il RCo.10 volò per la prima volta su un Avro Vulcan il 9 agosto 1957, seguito dall'RCo.11 su un Victor il 20 febbraio 1959.
Boeing calcolò che il Conway, pur con una configurazione con basso rapporto di diluizione avrebbe incrementato dell'8% la distanza massima raggiungibile dal 707-420 rispetto al 707-320 spinto dai turbogetto Pratt & Whitney JT4A (J75). Nel maggio del 1956 la TCA piazzò l'ordine per i DC-8 motorizzati Conway, a cui seguirono gli ordini di Alitalia e Canadian Pacific Air Lines, mentre la versione del 707 con i Conway fu ordinata dalla BOAC, dalla Lufthansa, dalla Varig e dall'Air India.
Lo sviluppo dell'RCo.10 fu così tranquillo che, dopo la produzione di un piccolo lotto di motori per i test di certificazione, i Conway vennero consegnati solo nella versione migliorata RCo.12 da 76,3 kN che fu disegnata, costruita e testata prima che le rispettive cellule fossero state certificate. L'RCo.12 Conway era un turboventola con flusso assiale con un basso rapporto di diluizione (attorno al 25%). Aveva un compressore di bassa pressione a sette stadi seguito da un compressore di alta pressione a nove stadi. La camera di combustione era di tipo "tubo-anulare" con dieci elementi intercomunicanti. Il compressore di alta pressione era collegato con un albero ad una turbina a due stadi, mentre un altro albero concentrico al primo collegava il compressore di bassa pressione con un singolo stadio di turbina. Gli accessori del motore erano montati attorno alla parte anteriore del motore, incrementandone di poco l'ingombro trasversale. In questo modello vennero introdotti dispositivi di soppressione del rumore ed inversori di spinta.
Nonostante le ottime prestazioni, furono allestiti con i Conway solo 69 tra 707 e DC-8 a causa della contemporanea disponibilità del primo turbofan costruito negli Stati Uniti, il Pratt & Whitney JT3D. Il Conway comunque, a dimostrazione della bontà del progetto, fu il primo motore commerciale ad essere certificato per un intervallo massimo tra una revisione principale (overhaul) e l'altra di 10 000 ore.
La Rolls-Royce continuò a sviluppare il Conway con l'RCo.15. Simile all'RCo.12, aveva un primo stadio del compressore (fan) più grande, che gli permetteva di diminuire del 3% il consumo in crociera e contemporaneamente di avere una spinta al decollo di 82 kN. Il progetto prevedeva, data la somiglianza col motore precedente, la possibilità di convertire motori RCo.12 in RCo.15 durante l'overhaul.

### Versione finale

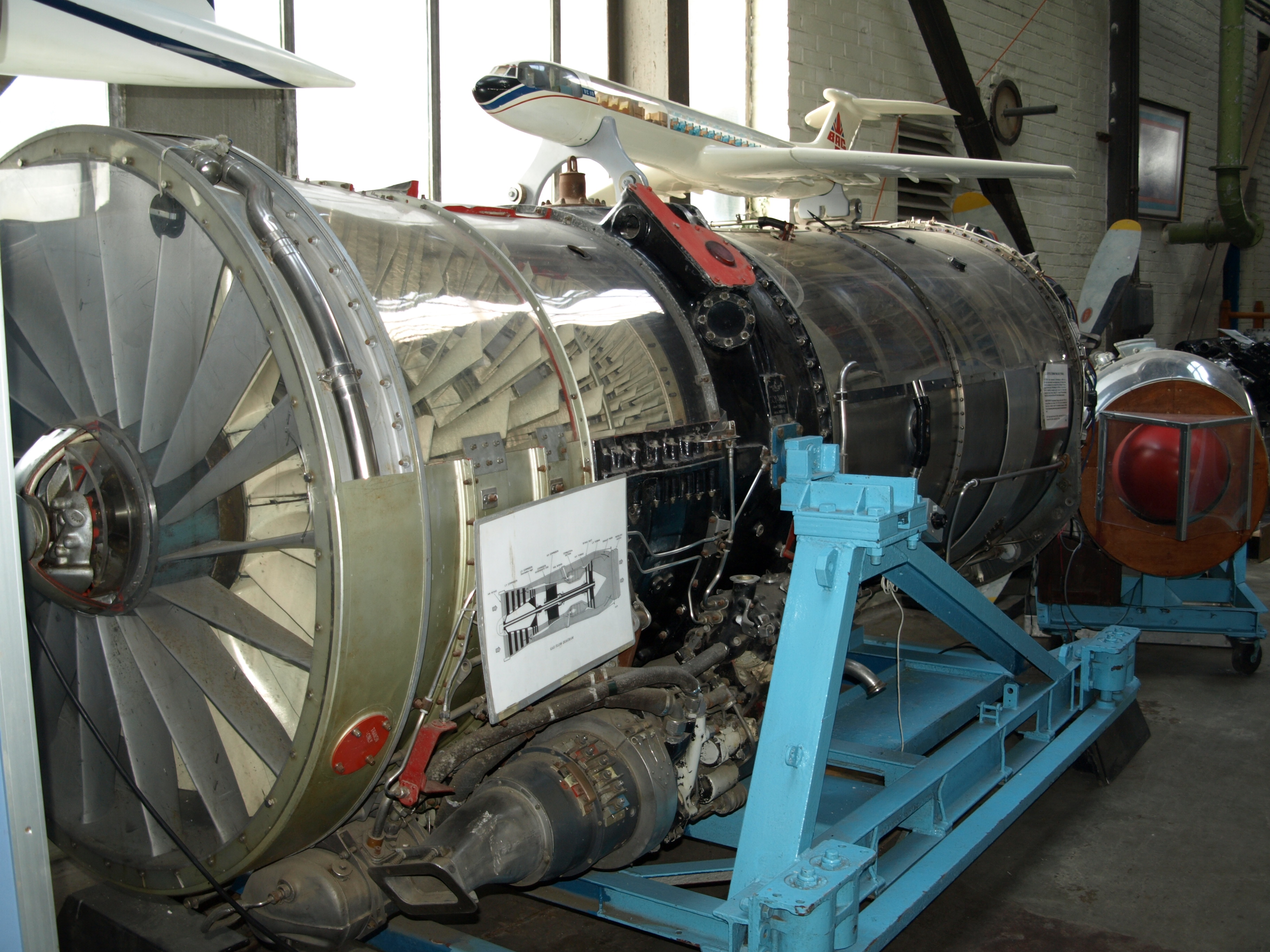
Un Rolls-Royce Conway Mk.540 (RCo.42) esposto presso il Brooklands Museum.

Lo sviluppo finale della serie Conway fu l'RCo.42, progettato specificatamente per il Vickers VC10. Dal momento che le dimensioni del motore non erano più vincolate a configurazioni di installazione che prevedevano il suo "inglobamento" nell'ala, la Rolls-Royce aumentò decisamente il diametro del fan e relativo rapporto di diluizione (la percentuale di flusso freddo rispetto al flusso d'aria complessivo che entra nella presa d'aria del motore) che passò dal 25% al 60%. Il nuovo motore venne provato al banco nel marzo del 1961, fornendo una spinta di 90,10 kN. Venne impiegato (anche nella variante RCo.43) su tutte le versioni di VC10, rendendolo il modello di maggior successo della serie Conway.
Rimangono tuttora in servizio presso la RAF tra i 14 ed i 19 VC10 in tre configurazioni, e si prevede che rimangano operativi almeno fino al 2016. In tutto, sono stati prodotti un totale di 904 esemplari di Conway.

### Tecnica
L'innovazione tecnologica introdotta dalla serie Conway consisteva principalmente nella separazione della massa d'aria entrante nel motore in due flussi distinti, uno "caldo" e uno "freddo". Il flusso caldo è la massa di aria che passa attraverso le camere di combustione ed è responsabile del funzionamento della turbomacchina oltre a contribuire alla spinta. Il flusso freddo, invece, è la parte di fluido che entra nella presa d'aria ma non partecipa a tutto il ciclo di Brayton-Joule, ma solo ad una compressione operata da uno o più stadi del compressore (sei nel caso del Conway) e all'espansione nell'ugello, fornendo la maggior parte della spinta del motore.
La spinta di un motore a getto può essere grossolanamente espressa come
{\displaystyle T={\dot {m}}(V_{s}-V_{a})}
dove {\displaystyle {\dot {m}}} è il flusso di massa che attraversa la presa d'aria nell'unità di tempo (massa diviso tempo), {\displaystyle V_{s}} è la velocità dei gas di scarico e {\displaystyle V_{a}} è la velocità di volo.
La stessa spinta può essere quindi ottenuta aumentando la velocità dei gas di scarico e diminuendo la portata d'aria o aumentando la portata d'aria diminuendo la velocità dei gas di scarico. Aumentare la portata d'aria significa aumentare le dimensioni del motore, con conseguenti effetti collaterali quali aumento di peso ed ingombri che possono essere non compatibili con un'installazione aeronautica.
Aumentando, invece, la velocità di scarico si hanno due effetti negativi, l'aumento della rumorosità e la diminuzione dell'efficienza del motore.
La rumorosità di un flusso d'aria è proporzionale alla ottava potenza della velocità. In un motore a flussi separati la velocità media di efflusso (a parità di spinta) è più bassa di un turbogetto semplice, ed è quindi più silenzioso.
Anche le considerazioni sull'energia residua contenuta nei gas di scarico portano alla conclusione che motori che hanno una minor velocità di efflusso (a parità di spinta) sono anche i più efficienti, dal momento che si riduce il termine della potenza dissipata (o residua) del flusso {\displaystyle P_{d}}
{\displaystyle P_{d}={\frac {1}{2}}{\dot {m}}(V_{s}-V_{a})^{2}}
dove, semplificando, si è trascurato il contributo della massa di combustibile.
In realtà la Rolls-Royce, per commercializzare la prima serie dei suoi motori Conway, più che sottolineare l'efficienza energetica del motore, evidenziava i vantaggi in termini di riduzione del rumore e i benefici che il flusso freddo attorno al motore portava, quest'ultimo particolarmente evidente per configurazioni di installazione in cui il motore era inglobato nell'ala e non montato su un pilone esterno.

## Varianti
- RB.80 RCo.11 Mk.101 Installato sul Victor B-2, 77,84 kN (17 500 lbf) di spinta
- RB.80 RCo.12 Mk.508 Installato sul Boeing 707-420, 77,84 kN (17 500 lbf), 80,06 kN (18 000 lbf) per la versione 508A
- RCo.12 Mk.509 Installato sul Douglas DC-8-41/42/43/43F 77,84 kN (17 500 lbf) , 80,06 kN (18 000 lbf) per la versione 509A
- RB.80 RCo.17 Mk.201 Installato su Victor B-2A/K.2/SR.2, 91,63 kN (20 600 lbf)
- RCo.42 Mk.540 Installato su Vickers VC10 Type 1101/1102/1103/1109, 90,61 kN (20 370 lbf)
- RB.80 RCo.43D Mk.301 Installato su Vickers VC10 C(K).1/K.2/K.3/K.4 96,97 kN (21 800 lbf)
- RCo.43D Mk.550B Installato su Vickers VC10 Type 1151/1154 96,97 kN (21 800 lbf)

## Velivoli utilizzatori
Regno Unito
- Handley Page Victor
- Vickers VC10

 Stati Uniti
- Boeing 707-420
- Douglas DC-8-40